# Asplenium creticum
Asplenium creticum ist eine Pflanzenart der Gattung Streifenfarne (Asplenium) in der Familie der Streifenfarngewächse (Aspleniaceae).

## Beschreibung
Asplenium creticum ist ein ausdauernder Rosetten-Hemikryptophyt und erreicht eine Wuchshöhe von 3 bis 15 cm. Die Spreite ist kahl, ihr Umriss ist lanzettlich. Es sind 4 bis 6 (10) Fiederpaare vorhanden. Der Stiel der untersten Fieder ist 0 bis 2 Millimeter lang. Die Sporen sind braun und 38 bis 42 Mikrometer groß. Ihre Perisporleisten sind grob und 4 bis 8 Mikrometer hoch. Die Rhizomschuppen sind ungefähr 3 Millimeter groß, haben am Rand ein Gittermuster und sind in der Mitte undurchsichtig und schwarz. Die Sporen reifen von Juli bis August.

## Vorkommen
Asplenium creticum ist auf Kreta endemisch. Die Art wächst in schattigen Kalk- und Dolomitfelsspalten in Höhenlagen von 1700 bis 2200 Meter.

## Belege
- Ralf Jahn, Peter Schönfelder: Exkursionsflora für Kreta. Mit Beiträgen von Alfred Mayer und Martin Scheuerer. Eugen Ulmer, Stuttgart (Hohenheim) 1995, ISBN 3-8001-3478-0, S. 40–41.